# Jan Baran (pilot)
Jan Baran (ur. 1947 w Lutoryżu, zm. 12 sierpnia 1984 w Irlandii) – polski pilot sportowy i cywilny.

## Życiorys
Latanie rozpoczął jako uczeń szkoły średniej. Studiował w Wyższej Szkole Inżynierskiej w Rzeszowie, zostając prekursorem absolwentów kierunku pilotażowego. Podczas studiów podjął pracę w zakładach WSK Rzeszów. Od 1978 pracował w PLL „Lot”, początkowo przez rok jako drugi pilot, następnie jako pierwszy pilot w stopniu kapitana i pilotując maszynę An-24. Był podporucznikiem rezerwy lotnictwa PRL.
Jako pilot sportowy był zawodnikiem Aeroklubu Rzeszowskiego. Karierę pilota rozpoczął w 1963. Był pilotem sportowym od początku lat 70. W zawodach mistrzostw Polski w konkurencji rajdowo-nawigacyjnej zdobył złoty medal w 1974, srebrny medal w 1972, 1979. Startował w mistrzostwach świata rajdowo-nawigacyjnych oraz w lataniu precyzyjnym, zdobywając w tej drugiej kategorii na MŚ 1983 w norweskim Skien srebrny medal indywidualnie i złoty medal drużynowo. Na MŚ 1984 w Parmie we Włoszech zdobył srebrny medal drużynowo. Łącznie startował na mistrzostwach świata cztery razy, zdobywając pięć medali. Na turniejach Mistrzostw Europy wystąpił dwa razy. Łącznie wylatał ok. 4900 godzin.
Trzykrotnie otrzymał Medal za Wybitne Osiągnięcia Sportowe. Zajął drugie miejsce w plebiscycie na najpopularniejszego sportowca Polski południowo-wschodniej, organizowanego przez dziennik „Nowiny” za rok 1983.
W zakończonych w weekend 11-12 sierpnia 1984 na wojskowym lotnisku Baldonnel koło Dublina w Irlandii Mistrzostwach Europy w Lataniu Precyzyjnym 1984 zajął 14. miejsce. Po południu 12 sierpnia 1984 na zakończenie mistrzostw uczestniczył w zespołowym demonstracyjnym pokazie latania precyzyjnego wraz z innymi Polakami, Krzysztofem Lenartowiczem i Witoldem Świadkiem i poniósł śmierć w wypadku pilotowanego samolotu PZL-104 Wilga 35A o oznaczeniu SP-AFX w hrabstwie Meath około 25 mil od Dublina (według relacji leciał po kręgu na wysokości ok. 100 m, po prawidłowo wykonanym skręcie w lewo, wyszedł na prostą, po czym samolot z niewyjaśnionych przyczyn spadł pionowo na ziemię). 18 września 1984 jego zwłoki zostały przetransportowane do Polski na lotnisko Rzeszów-Jasionka, skąd przywiezione do rodzinnego Lutoryża, gdzie odbył się pogrzeb. Pośmiertnie został odznaczony Krzyżem Kawalerskim Orderu Odrodzenia Polski.
Miał brata Zdzisława, był żonaty z Zofią.
W ramach plebiscytu na najpopularniejszego sportowca Polski południowo-wschodniej, organizowanego przez dziennik „Nowiny”, otrzymał pośmiertnie tytuł honorowego sportowca roku 1984. Podjęto organizowanie Zawodów Lotniczych im. Jana Barana na lotnisku Jasionka pod Rzeszowem, prowadzonych przez Aeroklub Podkarpacki oraz WSK PZL w Rzeszowie (24-29 września 1987 odbyła się III edycja).